# Mount Pleasant (Ohio)
Mount Pleasant és una vila dels Estats Units a l'estat d'Ohio. Segons el cens del 2000 tenia 535 habitants.

## Demografia
Segons el cens del 2000, Mount Pleasant tenia 535 habitants, 201 habitatges, i 158 famílies. La densitat de població era de 826,3 habitants/km².
Dels 201 habitatges en un 34,8% hi vivien nens de menys de 18 anys, en un 64,2% hi vivien parelles casades, en un 11,9% dones solteres, i en un 20,9% no eren unitats familiars. En el 19,9% dels habitatges hi vivien persones soles el 14,9% de les quals corresponia a persones de 65 anys o més que vivien soles. El nombre mitjà de persones vivint en cada habitatge era de 2,66 i el nombre mitjà de persones que vivien en cada família era de 3,03.
Per edats la població es repartia de la següent manera: un 24,9% tenia menys de 18 anys, un 7,3% entre 18 i 24, un 26,4% entre 25 i 44, un 23,4% de 45 a 60 i un 18,1% 65 anys o més.
L'edat mediana era de 40 anys. Per cada 100 dones de 18 o més anys hi havia 88,7 homes.
La renda mediana per habitatge era de 43.750 $ i la renda mediana per família de 46.591 $. Els homes tenien una renda mediana de 39.821 $ mentre que les dones 19.688 $. La renda per capita de la població era de 15.647 $. Aproximadament el 7,7% de les famílies i el 9,3% de la població estaven per davall del llindar de pobresa.

## Poblacions properes
El següent diagrama mostra les poblacions més properes.